# La comedia humana
La comedia humana (en francés, La Comédie humaine) es el título de uno de los mayores proyectos narrativos de la historia de la literatura: Honoré de Balzac (1799-1850), su autor, se propuso escribir 137 novelas e historias interconectadas que retrataran la sociedad francesa en el período que abarca desde la caída del Imperio Napoleónico hasta la Monarquía de Julio (1815-1830). Semejante producción se justifica tanto por la popularidad de Balzac como escritor por entregas como por la constante necesidad de dinero que lo acuciaba. Aunque el proyecto se vio truncado por la muerte de Balzac, este dejó escritas 87 novelas completas y 7 más no previstas en el proyecto, que —por su profundidad— superan con creces el objetivo que Balzac se había marcado.

## Características generales
La Comédie humaine consta de 94 obras completadas —de las cuales 85 son novelas, y el resto relatos y ensayos analíticos—, y de 20 obras inacabadas (de algunas solo se tiene el título). Estas obras abarcan la práctica totalidad de la producción de Balzac entre 1830 y 1850, pero no se incluyen en la Comédie las 5 obras de teatro de Balzac, ni los Contes drolatiques (1832-1837), colección de cuentos humorísticos. El título del conjunto, Comedia humana, es una referencia a la Divina Comedia de Dante, pero, aunque Balzac buscaba la visión global y completa de la obra del poeta toscano, su título denota, a diferencia del de Dante, una motivación más humanística, propia de un escritor realista: llama a su comedia humana en vez de divina. Las historias que componen la Comédie se desarrollan en distintos lugares de la Francia de la primera mitad del siglo XIX, con personajes que van a aparecer en múltiples novelas, y cuya posición y fortuna irá variando según cambien las fechas en que se desarrolle la acción de cada novela.

## Evolución del proyecto
La comedia humana fue el resultado de un lento progreso: las primeras obras fueron escritas sin un proyecto global Les Chouans (Los chuanes) es una novela histórica; La physiologie du mariage (Fisiología del Matrimonio) es un estudio analítico del matrimonio,...), pero en 1830 Balzac comenzó a agrupar sus novelas (Sarrasine, Gobseck) en una serie de novelas que llamó Scènes de la vie privée (Escenas de la vida privada).

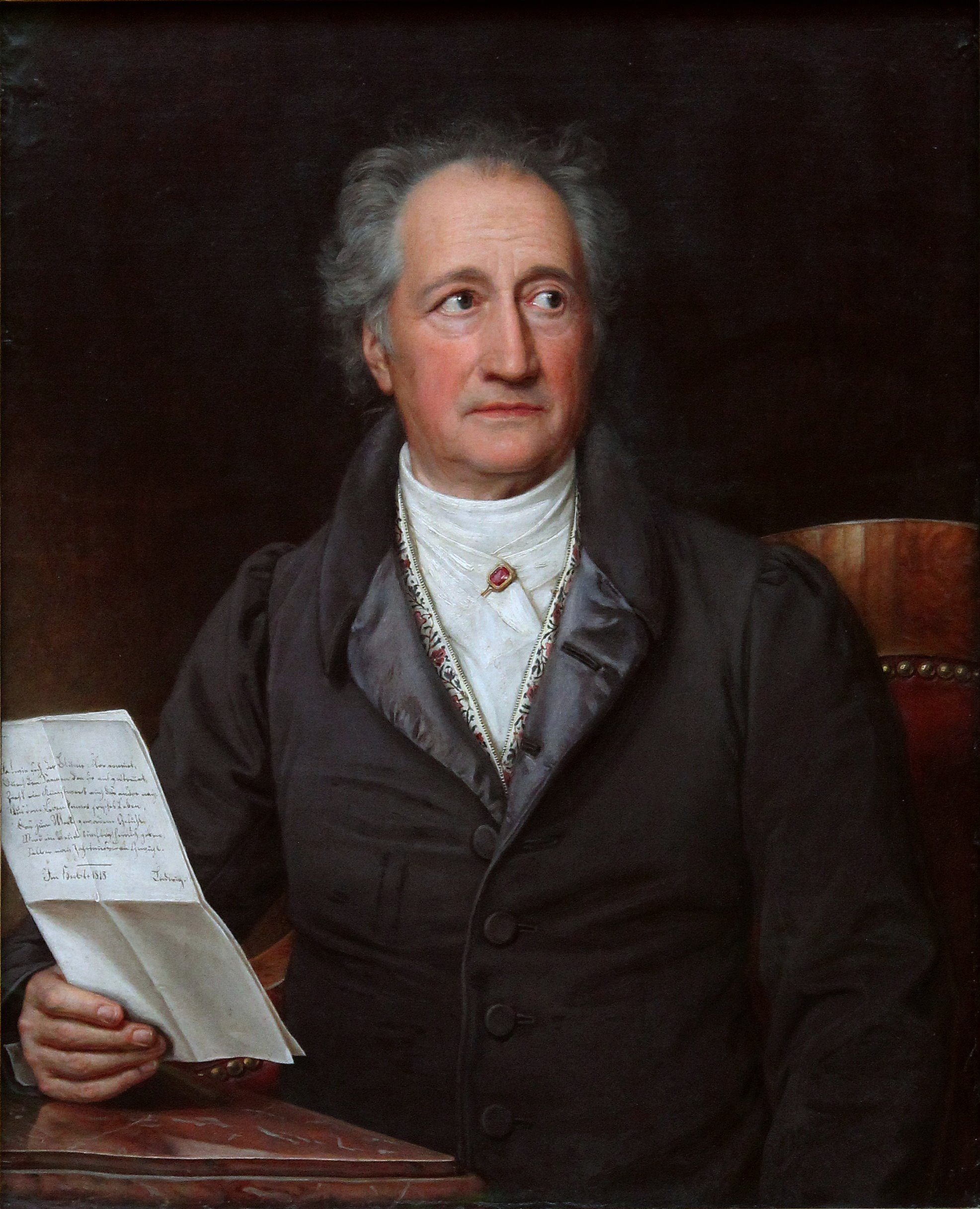
Goethe. Mucho se ha discutido sobre si al hablar de "La Piel de Zapa" como "una muestra del estado actual de la literatura francesa", Goethe estaba queriendo elogiar la novela o todo lo contrario.

En 1833, con la publicación de Eugénie Grandet (una de sus obras más conocidas), Balzac comenzó una segunda serie de novelas titulada Scènes de la vie de province (Escena de la vida en provincias). Muy probablemente, fue en este mismo año cuando decidió hacer reaparecer a diversos personajes en distintas novelas, y la primera novela en que esto ocurrió fue le Père Goriot (El tío Goriot, o Papá Goriot) (1834-5), en la que aparecerán personajes como Eugéne de Rastignac, ya vistos en La Peau de chagrin (la Piel de Zapa (1831), que le valió el elogio del anciano Goethe).
En una carta escrita a Madame Hanska en 1834, Balzac cuenta cómo había decidido reorganizar sus obras en tres grandes grupos que le permitirían integrar La physiologie du mariage en el conjunto, y colocar las historias más fantásticas o metafísicas —como La Peau de chagrin o la autobiográfica Louis Lambert (1832)— en su propia sección filosófica. Los tres grupos que surgieron de dicha reorganización fueron:
- Etudes de Moeurs au XIXe siècle (Estudios de los modales (o maneras) del siglo XIX), que incluyen las varias Scène de la vie...
- Etudes philosophiques (Estudios filosóficos)
- Etudes analytiques (Estudios analíticos), que incluyen la Physiologie du mariage

En subsiguientes cartas, Balzac definió las líneas generales que seguiría para cada uno de los grupos: los Etudes de Moeurs estudiarían los efectos de la sociedad en todos los géneros, clases sociales, edades y profesiones; los Etudes philosophiques, por su parte, abordarían las causas de dichos efectos; finalmente, los Etudes analytiques estudiarían los principios que residían tras estos fenómenos. También explicó que mientras en el primer grupo los personajes serían individualités typisées (individuos "tipificados" (hechos tipo-sociales)), los personajes de los estudios filosóficos serían types individualisés (tipos individualizados). 
Para 1836, los Etudes de Moeurs se habían dividido en seis partes:
- Scènes de la vie privée -Escenas de la vida privada.
- Scènes de la vie de province -Escenas de la vida en provincias.
- Scènes de la vie parisienne -Escenas de la vida parisina.
- Scènes de la vie politique -Escenas de la vida política.
- Scènes de la vie militaire -Escenas de la vida militar.
- Scènes de la vie de campagne -Escenas de la vida en el campo.

En 1839, en una carta a su editor, Balzac menciona por primera vez la expresión Comédie humaine, y con este título firmaría un contrato editorial en 1841 con el que se comprometía a abordar el ambicioso proyecto. La publicación, en 1842, de sus novelas completas como parte de la Comedia humana vino precedida de una propuesta editorial o avant-propos en el que se describían los ejes principales y la estructura general de la obra. Evidentemente, en esta edición se incluyeron muchas de sus obras anteriores, en las cuales, por decisión de Balzac, se eliminaron los capítulos: las subsiguientes obras de la Comédie humaine se caracterizarían por carecer de capítulos.
El ambicioso proyecto de Balzac nunca se completó debido a la muerte del mismo. Sin embargo, en 1845 escribiría el catálogo completo del conjunto, que incluía obras que había comenzado o revisado, pero no concluido, y otras que tenía pensado escribir pero nunca pudo comenzar. No era un catálogo cerrado: en algunos casos, movería obras de una sección a otra según iba escribiéndolas.

## LaAvant-propos

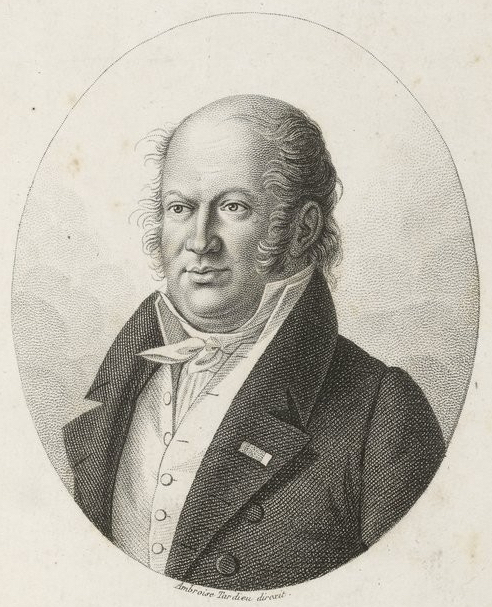
Étienne Geoffroy Saint-Hilaire, afamado naturalista admirado por Balzac.

La comedia humana surge formalmente del proyecto de publicar las obras completas de Balzac. En 1842, Balzac se ve acuciado por las deudas. Sin embargo, a diferencia de situaciones similares vividas durante la década de los treinta, en esta ocasión comienza a valorar la amplitud de su obra y de su fama literaria, llegando a la conclusión que una edición completa de sus obras, tanto escritas como futuras, podría ser algo muy rentable. Acude a sus editores habituales, Dubochet, Furne y Hetzel, que se asocian para adquirir de Balzac los derechos de edición y costear la publicación de las obras. Ambas partes firman un contrato el 14 de abril de 1842, por el que Balzac otorga a los editores "el derecho a editar, conforme a su elección y en el momento que les convenga, dos o tres ediciones de las obras publicadas por el autor, así como para las obras que aparezcan durante la publicación de esta edición completa". En virtud de ese contrato, Balzac recibe quince mil francos, más cincuenta céntimos por ejemplar vendido una vez se sobrepasen los mil ejemplares. Esto garantizó a Balzac una renta anual creciente, que ayudó a estabilizar su situación financiera.
Pero antes de publicar las obras completas, surgen dos problemas. Por un lado, a los editores no les gusta el título Obras Completas, que encuentran usual y poco atractivo. Balzac tiene que buscar un título alternativo que resuma la amplia representación del mundo que ha plasmado en su obra. Su amigo François Belloy, que acababa de regresar de Italia y le había hablado entusiasmado de la Divina comedia de Dante, le da la idea del título La Comédie Humaine, en contraste con la Divina comedia. 
Una vez anunciado el título, Balzac escribe a continuación la propuesta editorial (avant-propos), en la que definió las líneas generales que seguiría la Comédie humaine y describíó los métodos que seguiría y la estructura general de la obra. Esta avant-propos aparece como prefacio a la edición de los Études des moeurs, primer tomo de sus obras completas; en la redacción de este prefacio participó, según parece, Georges Sand, amiga de Balzac.
Grosso modo, la avant-propos podría resumirse como sigue:
Motivado por las obras de los biólogos Georges-Louis Leclerc de Buffon, Georges Cuvier, y más relevante aún, Étienne Geoffroy Saint-Hilaire, Balzac explica cómo busca comprender las especies sociales del mismo modo en que los biólogos analizan las especies zoológicas, y que para alcanzar tal comprensión pretende describir las interrelaciones entre hombres, mujeres y objetos. La importancia de la mujer queda subrayada por la afirmación de que, mientras un biólogo puede señalar las diferencias fisiológicas entre un león macho y un león hembra, en sociedad, la mujer no es simplemente la hembra del hombre. Tras esto, Balzac ofrece una extensa lista de los escritores y escritos que le han influido, incluyendo a sir Walter Scott, François Rabelais y Miguel de Cervantes.
Posteriormente, describe su labor de escritor como si de un secretario que transcribe la historia de la sociedad se tratara; además, postula que está interesado en algo que ningún historiador ha tratado nunca de hacer: una historia de los moeurs (usos, costumbres, modales, maneras,...). También destaca su interés por superar la superficie de los hechos, para poder dar con las razones y las causas tras los fenómenos sociales; y expresa su creencia en lo que él llama dos verdades profundas —Religión y Monarquía— y su preocupación por comprender a los individuos en el contexto de su familia. 
En la última parte de la avant-propos, Balzac expone las distintas partes de la Comédie humaine (que él compara a "marcos" y "galerías"), y que constituyen de manera aproximada la forma final que tomará el conjunto.

### La novela histórica

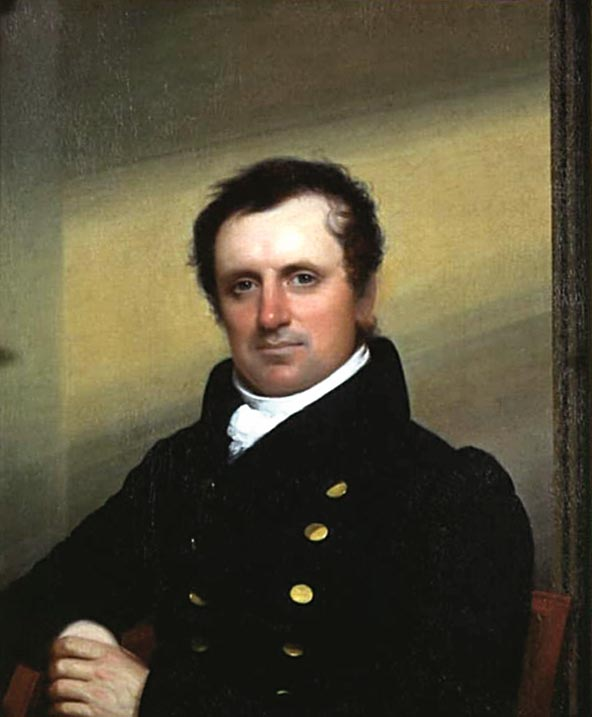
James Fenimore Cooper, autor estadounidense de célebres novelas de aventuras como El último mohicano.

### Fantasía

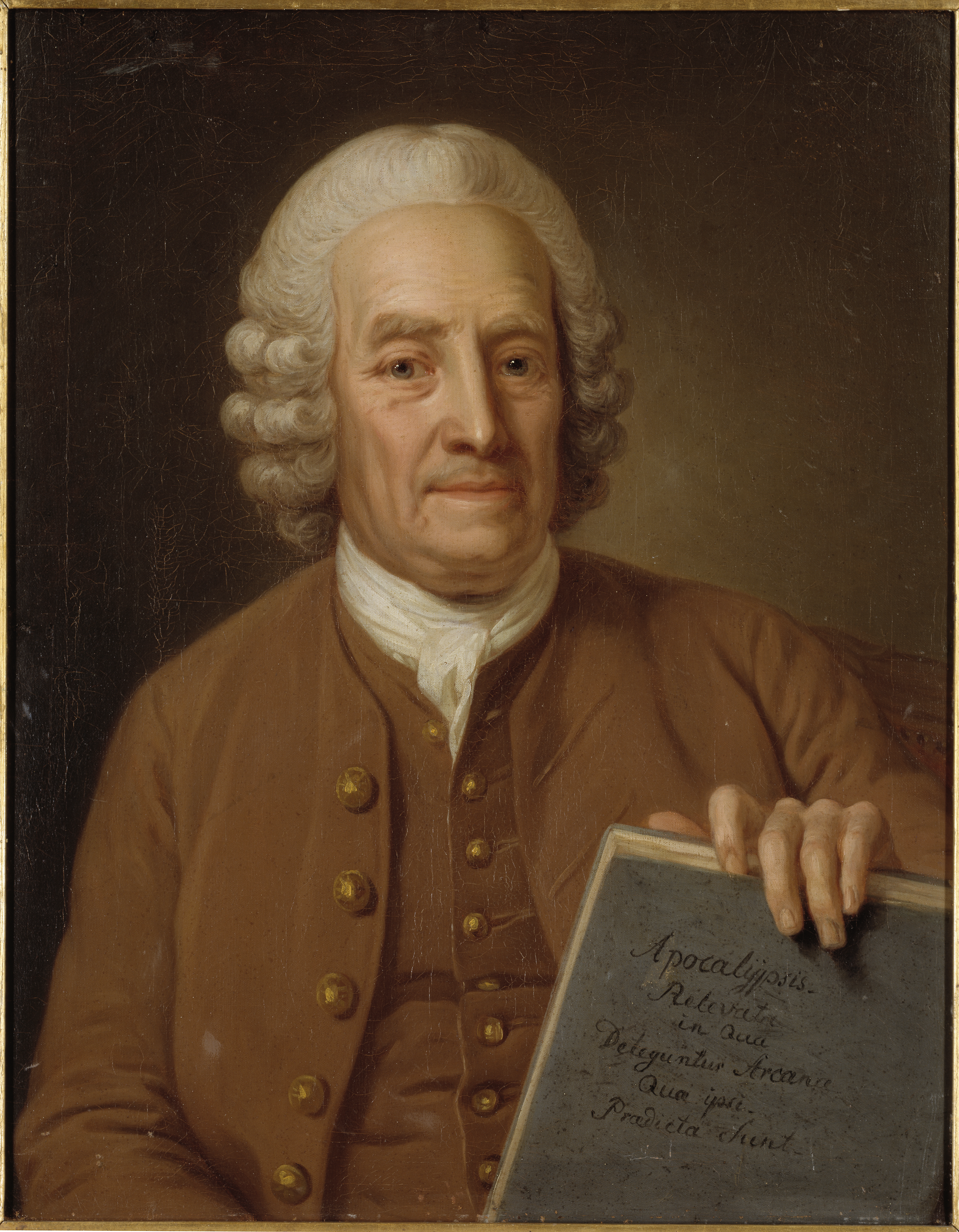
Emanuel Swedenborg, excéntrico místico sueco admirado por Balzac.

### Francia y la Revolución

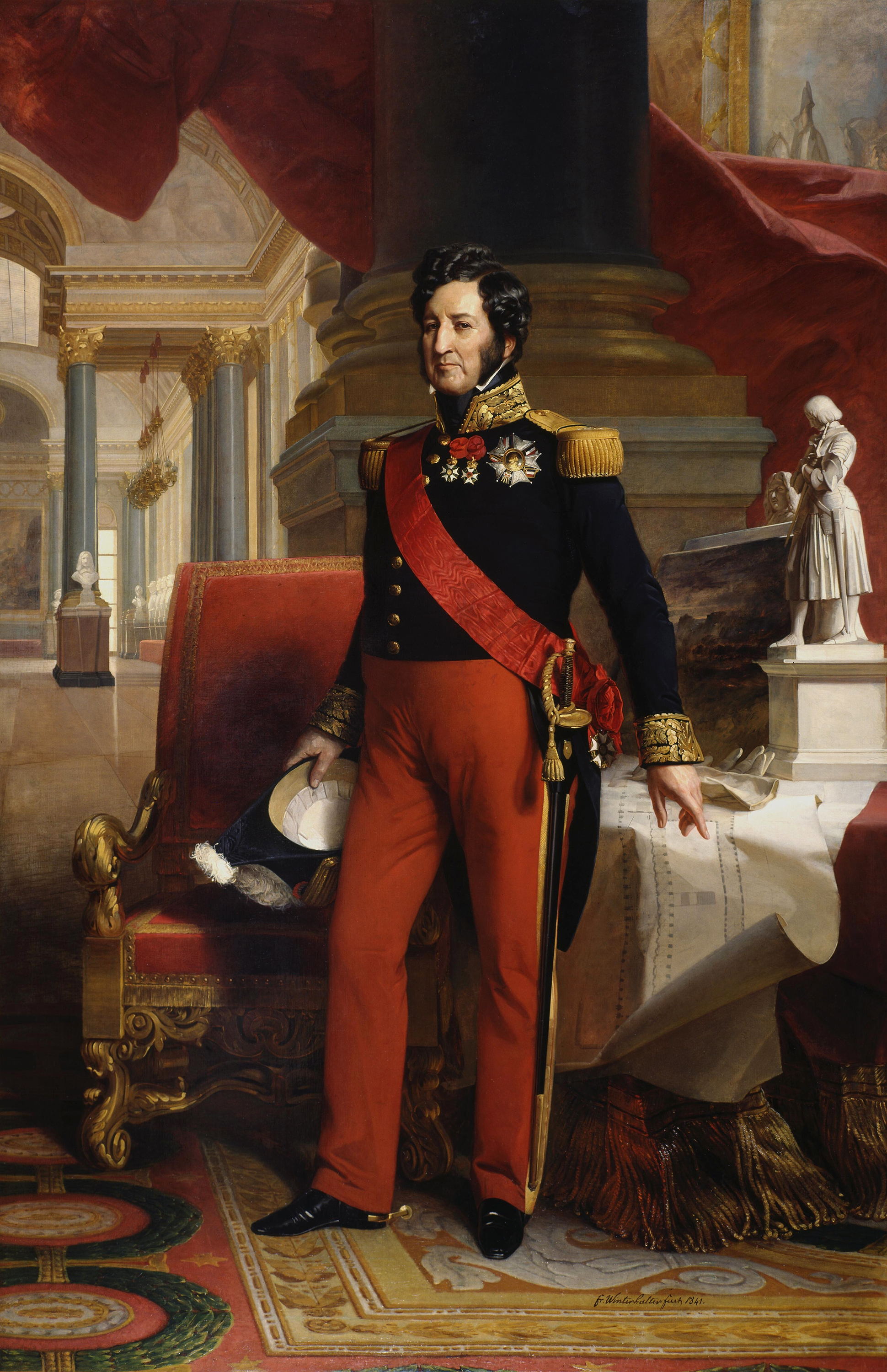
Luis Felipe I de Francia, rey de la Monarquía de Julio, durante la cual favoreció a las clases medias y a la burguesía frente a la nobleza tradicional, surgiendo, a los ojos de Balzac, una sociedad dominada por el dinero.

### Éxito social

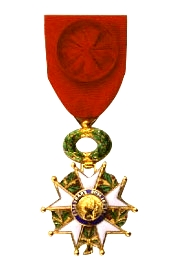
La Legión de Honor, condecoración francesa que en la obra de Balzac se concede con gran descaro a personajes poco dignos.

### Paternidad

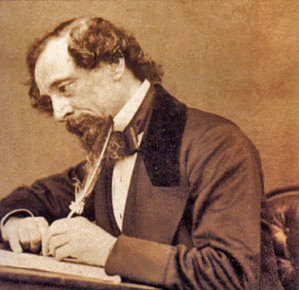
Charles Dickens. Aunque eran contemporáneos, no está claro si Dickens conocía la obra de Balzac, ni si Balzac la de Dickens, pero en ciertos aspectos como el de la paternidad proponen planteamientos parecidos.